# Oleandra ejurana
Oleandra ejurana là một loài dương xỉ trong họ Oleandraceae. Loài này được Adamson mô tả khoa học đầu tiên..